# Enzo Troiano
Enzo Troiano (Vercelli, 15 dicembre 1965) è un fumettista e illustratore italiano.

## Biografia
Il primo lavoro come illustratore risale al 1988 su un inserto del quotidiano Il Mattino al quale seguirono altri lavori per diverse riviste come la storica rivista americana Heavy Metal. Pubblica anche per il mercato francese con l’editore Point Noir. Dal 2004 lavora come illustratore per la casa editrice Albatros. Dopo qualche esperienza su alcune fanzine, come fumettista esordì nel 1993 quando realizza la serie Engaso 0.220 pubblicata fino al 1997 dalla MicroArt e poi ripubblicato nel 2009 dalla Cagliostro E-Press. Nel 2004 realizza altre serie a fumetti come Korea 2145, Lufer (2005), Eracle 91 (2007) e, dal 2007, collabora come illustratore con l'editore britannico Beehive Illustrations realizzando illustrazioni per oltre 30 volumi pubblicati anche in Francia, Spagna, India e Irlanda. Nel 2009 collabora alle riviste Monstars e Cosplay della Nicola Pesce Editore, disegna una storia per la rivista Mono della Tunuè e nel 2010 pubblica sulla rivista I Comics della Dada Edizioni alcune storie a fumetti. Nel 2024 pubblica con Lo Scarbocchiatore Edizioni un nuovo fumetto, Sylas Stone e la maledizione del tesoro sommerso.
Gli viene dedicata una mostra personale nel 2023 al Museo Archeologico Nazionale di Napoli.